# Thomas Hall
Thomas Hall (ur. 21 lutego 1982 w Montrealu) – kanadyjski kajakarz, brązowy medalista olimpijski, wicemistrz świata.
Zdobywca brązowego medalu w igrzyskach olimpijskich w Pekinie w 2008 roku w kanadyjkach jedynkach na dystansie 1000 m. 
Jest srebrnym medalistą mistrzostw świata w 2006 roku w kanadyjkach czwórkach na dystansie 1000 m. Mistrz świata juniorów z 1999 roku w kanadyjkach jedynkach (1000 m).